# Johann Leonhard Walz der Jüngere

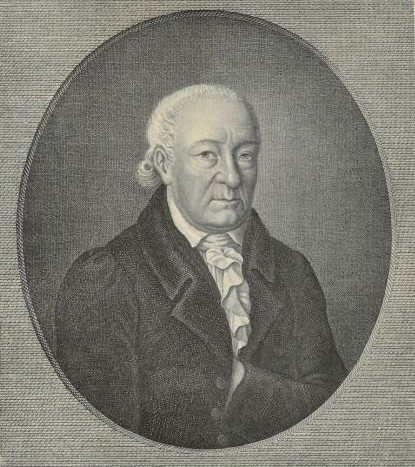
Kupferstich mit dem Brustbild von Johann Leonhard Walz

Johann Leonhard Walz, zur Unterscheidung von seinem gleichnamigen Vater oft mit dem Zusatz der Jüngere, gelegentlich auch, da schon der Großvater den gleichen Namen hatte, Johann Leonhard Walz III. (* 20. September 1749 in Lörrach; † 8. Dezember 1817 in Karlsruhe), war ein deutscher evangelischer Pfarrer. Von 1800 bis zu seinem Tod wirkte er als Oberhofprediger am Hof der Markgrafschaft Baden bzw. des Großherzogtums Baden in Karlsruhe.

## Leben
Walz, ein Sohn des Pfarrers und Spezialsuperintendenten Johann Leonhard Walz des Älteren, wurde 1770 Hof- und Stadtvikar in Karlsruhe, später Diakon in Pforzheim und 1781 Hofdiakon und Garnisonspfarrer in Rastatt. 1785 wurde er nach Karlsruhe berufen, um Redaktionsarbeiten für das geplante neue Gesangbuch der Markgrafschaft (1786 erschienen) zu übernehmen, behielt aber sein Rastatter Amt bei. 1788 erhielt er eine Stelle als Diakon in Karlsruhe. Nach dem Tod seines Vaters übernahm Walz 1792 dessen Ämter als Hofprediger und Kirchenrat. Im Jahr 1800 wurde er zum Oberhofprediger ernannt. Dazu kam 1807 die Mitgliedschaft im neu gegründeten Evangelischen Oberkirchenrat und 1810 das Amt des Dekans der Stadtdiözese Karlsruhe. Als Zeichen seiner besonderen Wertschätzung schenkte ihm Großherzog Karl Friedrich das von ihm bewohnte Haus und erhöhte 1814 seine jährliche Besoldung von 1200 auf 3000 Gulden.
Walz wurde auf dem Alten Friedhof Karlsruhe bestattet. An seiner Grabstätte steht ein von dem Architekten Christoph Arnold gestaltetes Grabmal.

## Werk
Zu dem von ihm redigierten Gesangbuch steuerte Walz selbst 27 Lieder bei, von denen zwei auch noch in das Gesangbuch von 1837 übernommen wurden. Ansonsten veröffentlichte er überwiegend Predigten, die er zu besonderen Anlässen gehalten hatte, darunter einige Leichenpredigten. Eine Predigtsammlung erschien 1813. Zur Geburt des (früh verstorbenen) Prinzen Karl Friedrich schrieb er 1784 eine Kantate, die vom Hofkapellmeister Joseph Aloys Schmittbaur vertont wurde. Besondere Aufmerksamkeit fand die Predigt Von der Gleichheit der Hohen und Niedrigen bey aller äussern Ungleichheit derselben, die er schon 1790 als Hofdiakon gehalten hatte und in der er – wohl in Abstimmung mit Markgraf Karl Friedrich – eine aufklärerische Weltsicht vertrat. Er war auch der Religionslehrer des Prinzen Karl Ludwig Friedrich und blieb nach dessen Thronantritt 1811 sein vertrauter Berater.
Im Gegensatz zu seinem Vater Johann Leonhard Walz d. Ä., der bis 1792 ebenfalls Oberhofprediger in Karlsruhe war und eine milde Orthodoxie vertrat, wird der Sohn als Anhänger eines „milden Supranaturalismus“ oder einer „frommen Aufklärung und eines – obschon gefühlsbetonten – Rationalismus“  charakterisiert.

## Familie
Walz’ jüngerer Bruder Christian Friedrich Walz (1755–1828) war Jurist und Abgeordneter der Badischen Ständeversammlungen 1819 und 1820. Walz’ Tochter Christine Karoline Friederike Walz (1787–1867) heiratete 1806 den Verwaltungsbeamten Carl Baumüller, später Direktor des Evangelischen Oberkirchenrats. Eine andere Tochter heiratete den Pfarrer Johann Friedrich Nessler (* 1786).

## Auszeichnungen
- 1796: Verleihung des Titels „Kirchenrat“[11]